# 約翰·貝爾 (演員)
約翰·貝爾（英語：John Bell，1997年10月20日—）是一位英國蘇格蘭電影及電視演員，於《哈比人電影系列》中飾演貝恩，《怒戰天神》中飾演赫利俄斯，《超級戰艦》中飾演安格斯。

## 職業
2007年，約翰·貝爾開始在電視劇《神秘博士》系列3的「烏托邦」一集中飾演Creet。
至2009年，7歲的約翰·貝爾演出了他的第一部電影作品《彩虹照耀》，他於該電影中飾演主角孤兒托馬斯。2012年，他在電影《怒戰天神》中飾演宙斯的孫子赫利俄斯，接著在科幻災難電影《超級戰艦》中飾演安格斯；2013年至2014年，他在史詩奇幻電影《哈比人》中飾演弓箭手巴德的兒子貝恩。

## 影視作品

### 電影
| 年分   | 片名                 | 角色       | 備註 |
| ------ | -------------------- | ---------- | ---- |
| 2009年 | 《Transit》          | Connor     | 短片 |
| 2009年 | 《彩虹照耀》         | 托馬斯     |      |
| 2012年 | 《怒戰天神》         | 赫利俄斯   |      |
| 2012年 | 《超級戰艦》         | 安格斯     |      |
| 2013年 | 《哈比人：荒谷惡龍》 | 貝恩       |      |
| 2013年 | 《哈比人：五軍之戰》 | 貝恩       |      |
| 2015年 | 《Billy the Kid》    | 比利       | 短片 |
| 2017年 | 《猜火車2》          | Young Spud |      |

### 電視劇
| 年分        | 劇名                     | 角色              |
| ----------- | ------------------------ | ----------------- |
| 2007年      | 《神秘博士》             | Creet             |
| 2009—2010年 | 《Life of Riley》        | Anthony Weaver    |
| 2010—2011年 | 《Tracy Beaker Returns》 | Toby Coleman      |
| 2011年      | 《Hattie》               | Robin Le Mesurier |
| 2013年      | 《駭人命案事件簿》       | Jamie Carr        |
| 2017年      | 《荒原》                 | Gabriel           |
| 2017年至今  | 《外鄉人》               | Ian Fraser Murray |

## 外部連結
- 約翰·貝爾在互联网电影资料库（IMDb）上的資料（英文）
- 約翰·貝爾 （页面存档备份，存于）在時光網上的資料
- 約翰·貝爾 （页面存档备份，存于）在 豆瓣上的資料
- 約翰·貝爾 （页面存档备份，存于）的Instagram帳號（英文）
- 約翰·貝爾 （页面存档备份，存于）的Twitter帳號（英文）